# زارگنروت
زارگنروت (به آلمانی: Sargenroth) یک شهر در آلمان است که در راین-هونسروک واقع شده‌است. زارگنروت ۴۸۴ نفر جمعیت دارد.